# شارل جونار
شارل جونار (بالفرنسية: Charles Jonnart )‏ (1857 – 1927 م) هو سياسي، ودبلوماسي فرنسي، ولد في فليتشين، كان عضوًا في أكاديمية اللغة الفرنسية (منذ 19 أبريل 1923)، وأكاديمية العلوم الأخلاقية والسياسية الفرنسية، توفي في باريس، عن عمر يناهز 70 عاماً.
انتخب نائباً في البرلمان الفرنسي وكان لا يزال شاباً حدثاً، ومافتئ يتقدم حتى تقلد أهم مناصب الدولة، تولى منصب الوزير والسفير عدة مرات، وانتخب عضواً في الأكاديمية الفرنسية سنة 1923.
تولى رئاسة مجلس إدارة الشركة من 19 مايو سنة 1913 حتى 4 أبريل سنة 1927 حين استعفى من منصبه لأسباب صحية، وتوفي في 30 سبتمبر من نفس السنة عن سبعين عاماً.

## مناصب
- تولى منصب سفير فرنسا لدى الكرسي الرسولي (1921–1923)

- رئيس  [لغات أخرى]‏، التحالف الجمهوري الديمقراطي (1920–1923)
- حاكم الجزائر (5 مايو 1903–22 مايو 1911)
- وزير الخارجية
- عضو مجلس الشيوخ في الجمهورية الفرنسية الثالثة
- عضو الجمعية الوطنية الفرنسية

## التعليم
تعلم في كلية الحقوق في باريس.